# Психоделия
Психоделия (от др.-греч. ψυχή — душа, δήλος — ясный) — фантасмагория наркотического транса, вызванного приёмом психоделиков, состояние изменённого сознания, неустойчивое состояние психики, а также пласт контркультуры, появившийся благодаря употреблению психоделиков, или какое-то очень странное явление, выбивающееся из обычного хода вещей.

## Сфера употребления слова
Прежде всего слово связано с отдельной категорией психоактивных веществ (наркотиков), которые часто так и называют — психоделики, хотя применяются также названия «галлюциногены» (вызывающие галлюцинации) и «психотомиметики» (имитирующие психоз).

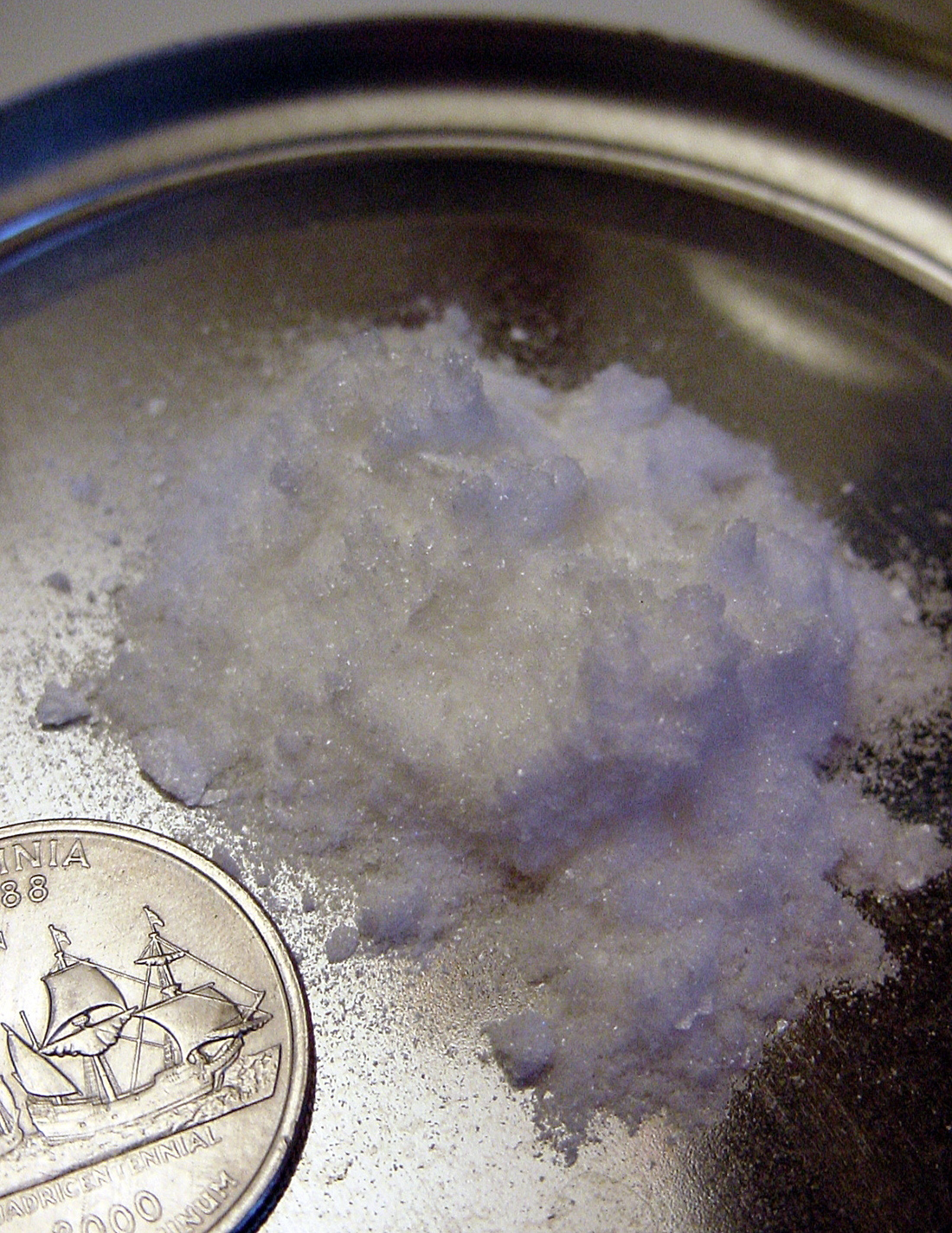
Синтетический мескалин

Сам термин psychedelic (психоделический или психеделический) был впервые предложен в 1956 году британским (работавшим в США и Канаде) психиатром Хамфри Осмондом (Humphry Osmond), который изучал возможности применения этих веществ (прежде всего ЛСД) в психотерапии. В дальнейшем слово было популяризовано в работах Тимоти Лири и Олдоса Хаксли. Первооткрыватель ЛСД Альберт Хофманн в своей книге «ЛСД — мой трудный ребёнок» пишет:
В другой методике, популярной в Соединённых Штатах, единственная, очень высокая доза ЛСД (0,3—0,6 мг) принимается после интенсивной психологической подготовки пациента. Этот метод, называемый психоделической терапией, пытается вызвать религиозно-мистические переживания при помощи шоковых эффектов ЛСД. Такой исследовательский опыт может послужить в дальнейшем начальной точкой для перестройки и лечения личности пациента, совместно с психотерапевтическом лечением. Термин психоделический, который можно перевести как «проявляющий разум» или «расширяющий сознание», был предложен Хамфри Осмондом, пионером исследования ЛСД в США.
Вместе с тем, многие не склонны сводить понятие «психоделии» исключительно к наркотикам, так как «расширение сознания» и связанные с этим ощущения могут быть достигнуты и без применения психоактивных препаратов через использование холотропного дыхания, сенсорной депривации или депривации сна и различных форм медитации а также некоторыми из психологических и духовных практик, предлагаемых религиями, некоторыми формами психотерапии и альтернативной медицины, оккультизмом, мистицизмом, эзотерикой, философией нью-эйдж и др. Таким образом «психоделический опыт» («трип»; испытывающих их могут называть «психонавтами») связывают не только с приёмом ЛСД или, к примеру, ДОБ, мескалина, шалфея предсказателей или марихуаны, но и с сеансами гимнастики Цигун, «контактёрством» («ченнелингом»), «визионерством» (исследованиями «астрального плана») и подобным или же просто с проявлениями шизофрении и других психических расстройств. 

## «Психоделия по-советски»
Советский российский психиатр-нарколог Александр Данилин в своей книге «LSD: галлюциногены, психоделия и феномен зависимости», уделяет специальное внимание «психоделии по-советски» и также отделяет термин «психоделия» от однозначной связи с употреблением наркотиков. Он рассказывает об «эзотерических исканиях» среди жителей СССР в 1960—70-х годах во времена расцвета наркотической «психоделической революции» на Западе (отдельное внимание уделяется роли КГБ в этом процессе).
В частности, Данилин пишет:
Если в Америке стремительно нарастающая молодёжная революция имела свои отчётливые этапы в виде волнообразного использования LSD и следовавшего за ним поиска психологических аналогов наркотического транса, то отечественная психоделия изначально занялась поиском того, что мы назвали «особыми состояниями сознания». Возможно, весь феномен «психоделии по-советски» более всего описывается понятием «эзотерические искания». Самое точное название использует В. Лебедько, называющий этот феномен «российской саньясой» («саньясин» в индуизме — искатель духовного откровения, не определившийся ещё с выбором учителя). Эпидемия мистических исканий лавинообразно распространялась по нашей стране на протяжении 70-х годов, точно так же, как «психоделическая революция» в Америке на протяжении 60-х. Не все её участники были в состоянии определить, что именно они ищут. Один из наших пациентов определял чувство, за которым следовал, как «сжигающий всё внутри голод на познание всего запретного и запредельного».

## Психоделия в культуре
«Что такое психоделия? Взгляните на Брейгеля или Босха. Эти ребята творили чёрт знает что! Не знаю, ели ли они грибы или что ещё. Но то, что внутри тебя, вовсе не обязательно должно находить выход с помощью наркотиков».
Психоделические опыты получили широкое отражение в современном искусстве, породив понятия «психоделическая музыка», графика, литература, кино.
Пионерами современной психоделической музыки принято считать таких исполнителей, как Jimi Hendrix, Pink Floyd, The Doors, The Who, Jefferson Airplane, The Grateful Dead, поздние The Beatles и другие музыканты эры хиппи. Подобные проекты принято относить к жанру психоделический рок, а с распространением электронной музыки жанр стал куда более многообразным. От стержневой культуры гоа-транса в середине 1990-х отпочковался так называемый «психоделический транс» (характерные представители — израильские проекты Infected Mushroom, Astrix), возник жанр «психоделическое даунтемпо» (или psybient, характерные представители — Shpongle, Bluetech, Shulman, Entheogenic) и другие.
В литературе напрямую с психоделией связаны такие работы, как, например, произведения Олдоса Хаксли и «Электропрохладительный кислотный тест» Тома Вулфа:
Лицо! Снова входит доктор, и...- чудеса, док, несчастный подопытный кролик - Кизи теперь может заглянуть в него. Впервые он замечает, что у доктора с левой стороны дрожит нижняя губа, но он не просто видит дрожание, он может - и, кажется, не впервые! - разглядеть, как становится крестообразным каждое мышечное волокно, отпихивая влево слабое желе губы, как волокна устремляются друг за другом назад, в инфракрасные каверны тела, сквозь транзисторные внутренности нервных сплетений, каждое по сигналу воздушной тревоги, а внутренние крючочки несчастного дурачка отчаянно цепляются за этих корчащихся маленьких ублюдков, пытаясь удержать их и успокоить, я же доктор, передо мной опытный человеческий образец внутри несчастного дурачка показывают его собственное кино про пустыню, только каждый араб с усами из конского волоса представляет собой угрозу, - лишь бы губа, лицо оставались на одном уровне, на том уровне, который гарантировал ему медовый пузырёк Официального Штукатура...
Чудеса! Он впервые обрёл способность заглядывать внутрь людей…
Ах да, та маленькая капсула, что блаженно скользнула вниз по пищеводу, содержала ЛСД.
Психоделия оказала влияние на творчество многих писателей более позднего (после окончания эпохи хиппи) периода — к примеру, Виктора Пелевина, Дмитрия Гайдука.
В целом можно отметить тесную связь психоделики с «наркоманской» литературой — иллюстрацией тому может служить творчество Ирвина Уэлша. Такой «патологический» вариант психоделии является не единственным из существующих, хотя писатели чаще всего обращаются именно к нему.